# Amminadab

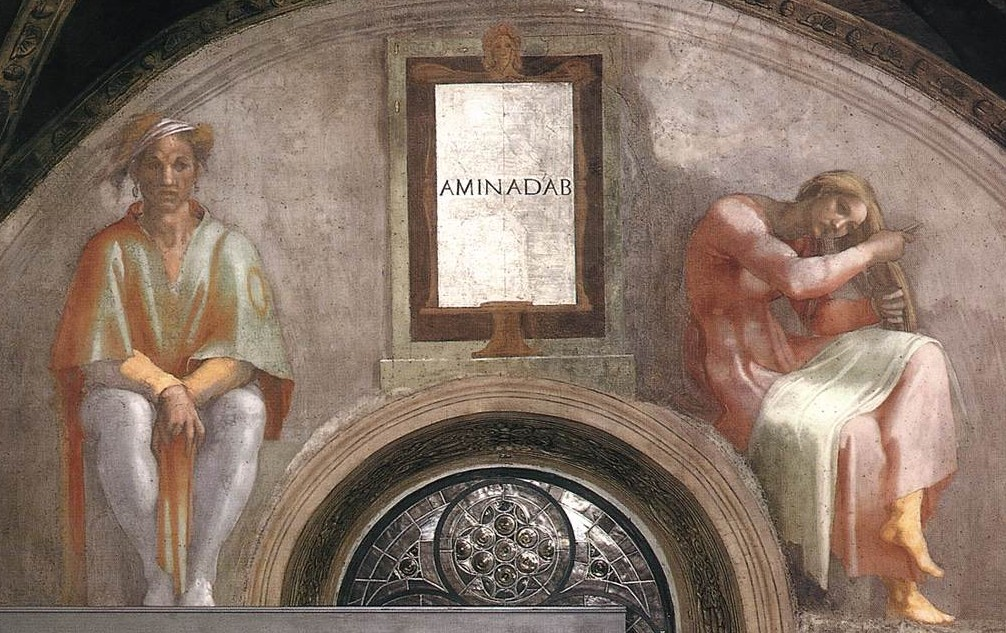
Aminadab, l'un des ancêtres du Christ (Michel-Ange, Chapelle Sixtine).

Amminadab ou Aminadab (hébreu עַמִּינָדָ֑ב, grec αμιναδαβ) était le fils d'Aram (à ne pas confondre avec Aram fils de Sem) et l'ancêtre du roi David dans la tribu de Juda. Il est le père de Nahshon et d'Élishéba.